# Universidad Nacional Experimental Politécnica Antonio José de Sucre
La Universidad Nacional Experimental Politécnica Antonio José de Sucre (UNEXPO) es una universidad pública de Venezuela. Su sede principal se encuentra en la ciudad de Barquisimeto. La UNEXPO es una institución orientada hacia la realización de actividades de docencia, investigación y extensión.  
Está estructurada en vicerrectorados ubicados en las ciudades de Barquisimeto, Ciudad Guayana y Caracas. La sede del rectorado se encuentra en la ciudad de Barquisimeto. Además cuenta con sedes en Carora, Guarenas y Charallave.
La UNEXPO según la Clasificación académica de universidades del Consejo Superior de Investigaciones Científicas (CSIC) de España es la universidad número 636 de 3754 en la Latinoamérica. La clasificación se construye a partir de una base de datos que incluye alrededor de 16.000 universidades y más de 5.000 centros de investigación. La clasificación muestra a las 12.000 instituciones mejor colocadas. La metodología bibliométrica toma en cuenta el volumen de contenidos publicados en la web, así como la visibilidad e impacto de estos contenidos de acuerdo con los enlaces externos que apuntan hacia sus sitios web. Esta metodología está basada en la evaluación objetiva de la importancia de la institución dentro de la red social de sitios de universidades en el mundo.

## Historia
La historia de la universidad, empieza con la propuesta de la UNESCO al gobierno nacional para instalar un Instituto Tecnológico en el país, ofreciendo para ello además de asistencia técnica, la cantidad de un millón quinientos mil dólares (US$ 1.500.000). Tres ciudades se interesan en el ofrecimiento, que fueron Caracas, Valencia y Barquisimeto; siendo escogida esta última como sede principal gracias a la campaña realizada por la Sociedad de Amigos de Barquisimeto (S.A.B.) con el apoyo del entonces Gobernador del Estado Lara y de los distintos medios de comunicación. 
El 22 de septiembre de 1962 aparece en la Gaceta Oficial de la República de Venezuela # 26958 el decreto # 864 donde se crea el Instituto Politécnico Superior con sede central en Barquisimeto. En febrero de 1972, al Instituto Superior (I.P.S.) se le cambia su nombre a Instituto Universitario Politécnico (IUP). También en 1971 es creado el Instituto Universitario Politécnico de Caracas, y dos años más tarde abre sus puertas el Instituto Politécnico de Puerto Ordaz. 
El 20 de febrero de 1979, mediante Decreto Ejecutivo n.º 3.087, fue creada la Universidad Nacional Experimental Politécnica "Antonio José de Sucre". Los Institutos Universitarios Politécnicos de Barquisimeto, Caracas y Puerto Ordaz, pasaron a integrar esta institución de alta jerarquía en la tecnología nacional. Por una decisión lamentable del gobierno nacional a través del Decreto n.º 68 de 19 de abril de 1979, derogó la creación de la Universidad. Doce años más tarde, el 14 de febrero de 1991, la Corte Suprema de Justicia, en decisión de gran trascendencia, derogó el Decreto n.º 68 y en consecuencia restituyó la Universidad.
La fundamentación histórica de la Universidad está conformada por una vasta experiencia acumulada en muchos años de servicio al país, los cuales se distribuyen de esta manera en los tres Institutos Politécnicos que le dieron un perfil nacional de amplia cobertura: Barquisimeto, 52 años, Puerto Ordaz y Caracas, 43 y 40 años respectivamente. Las vertientes de su origen institucional van más allá del medio siglo, por efecto sumativo de los señalados años de servicio, cuyos exponentes son las decenas de promociones egresadas en diferentes especialidades de la ingeniería y profesionales afines. 
Hoy esta institución universitaria encara el futuro con fe y confianza, por cuanto su trayectoria en términos de espacio y tiempo se fundamenta en los conocimientos y experiencias acumuladas, en áreas de la ciencia, la técnica y el humanismo, en el ámbito de sus Vicerrectorados de Barquisimeto, Caracas y Puerto Ordaz.

## Sedes y Carreras
La UNEXPO cuenta con diversas carreras en cada uno de sus Vicerrectorados
Vice-Rectorado Barquisimeto, también sede del Rectorado. (Fundada el 22-09-1962)
- Ingeniería Eléctrica
- Ingeniería Electrónica
- Ingeniería Industrial
- Ingeniería Mecánica
- Ingeniería Metalúrgica
- Ingeniería Química

Especializaciones:
- Instrumentación y Control
- Logística Industrial

Maestrías:
- Ingeniería Eléctrica
- Ingeniería Industrial
- Ingeniería Metalúrgica
- Ingeniería de Control de Procesos
- Mantenimiento Industrial
- Ingeniería Electrónica (Mención Telecomunicaciones)
- Ingeniería Química
- Ingeniería Mecánica
- Matemática Aplicada
- Mantenimiento Industrial

Doctorado:
- Ciencias de la Ingeniería

Vice-Rectorado "Luis Caballero Mejías" - Caracas. (Fundada el 23-01-1974)
- Ingeniería Industrial
- Ingeniería Mecánica
- Ingeniería de Sistemas
- Ingeniería Mecatrónica

Especializaciones:
- Avalúo de Bienes Muebles e Inmuebles.

Maestrías:
- Ingeniería Industrial
- Ingeniería Mecánica

Vice-Rectorado Puerto Ordaz (Ciudad Guayana). (Fundada el 23-11-1971.)
- Ingeniería Electrónica
- Ingeniería Eléctrica
- Ingeniería Industrial
- Ingeniería Mecánica
- Ingeniería metalúrgica

Diplomados:
- Control de riesgos industriales
- Formación Docente
- Gerencia
- Gerencia de Proyectos
- Gestión Integral
- Modelado y Simulación en Ingeniería Mecánica
- Refractario
- Tomografía Computarizada

Especializaciones:
- Prevención y Control de Riesgos Industriales.
- Corrosión y protección de materiales metálicos
- Gerencia en Mantenimiento
- Instrumentación y Automatización
- Electro medicina
- Soldadura
- Reducción Directa
- Telecomunicaciones Digitales
- Procesos siderúrgicos

Maestrías:
- Ingeniería Eléctrica
- Ingeniería Industrial
- Ingeniería Metalúrgica
- Ingeniería Electrónica

Doctorado:
- Ingeniería Mecánica (Mención Ciencias de los Materiales)
- Robótica
- Ciencias de la Ingeniería

A su vez cuenta con núcleos en las ciudades de:
Dependientes del Vicerrectorado de Barquisimeto
- Carora (Fundada el 23-05-1984)
- Ingeniería Rural
- Ingeniería Mecatrónica
- Técnico Mecánico
- Técnico Construcción Civil
- Técnico Electricista

Dependientes del Vicerrectorado "Luis Caballero Mejías"
- Guarenas (Fundada el 20-01-1981)
- Ingeniería Industrial
- Ingeniería Mecánica ( solo ciclo básico con culminación en  Vice-Rectorado "Luis Caballero Mejías" - Caracas. )
- Ingeniería Mecatrónica
- Ingeniería de Sistemas ( solo ciclo básico con culminación en  Vice-Rectorado "Luis Caballero Mejías" - Caracas. )
- Técnico Mecánico

- Charallave (Fundada el 06-01-1984)
- Ingeniería Mecatrónica
- Ingeniería de Equipos Ferroviarios
- Técnico Mecánico
- Técnico Construcción Civil
- Técnico Electricista

Además, cuenta con un plan de estudios de posgrado que es altamente aceptado entre profesionales y empresarios de Venezuela.

Actualmente la Universidad Nacional Experimental Politécnica se encuentra en periodo de crecimiento y de cambios infraestructurales en todos sus vicerrectorados, con el propósito de seguir ofreciendo excelencia académica.

## Organizaciones
Esta universidad cuenta con múltiples organizaciones estudiantiles, dedicadas a desarrollar proyectos de investigación técnica, contribuyendo así al fortalecimiento de la UNEXPO a nivel nacional e internacional. Entre algunas encontramos.

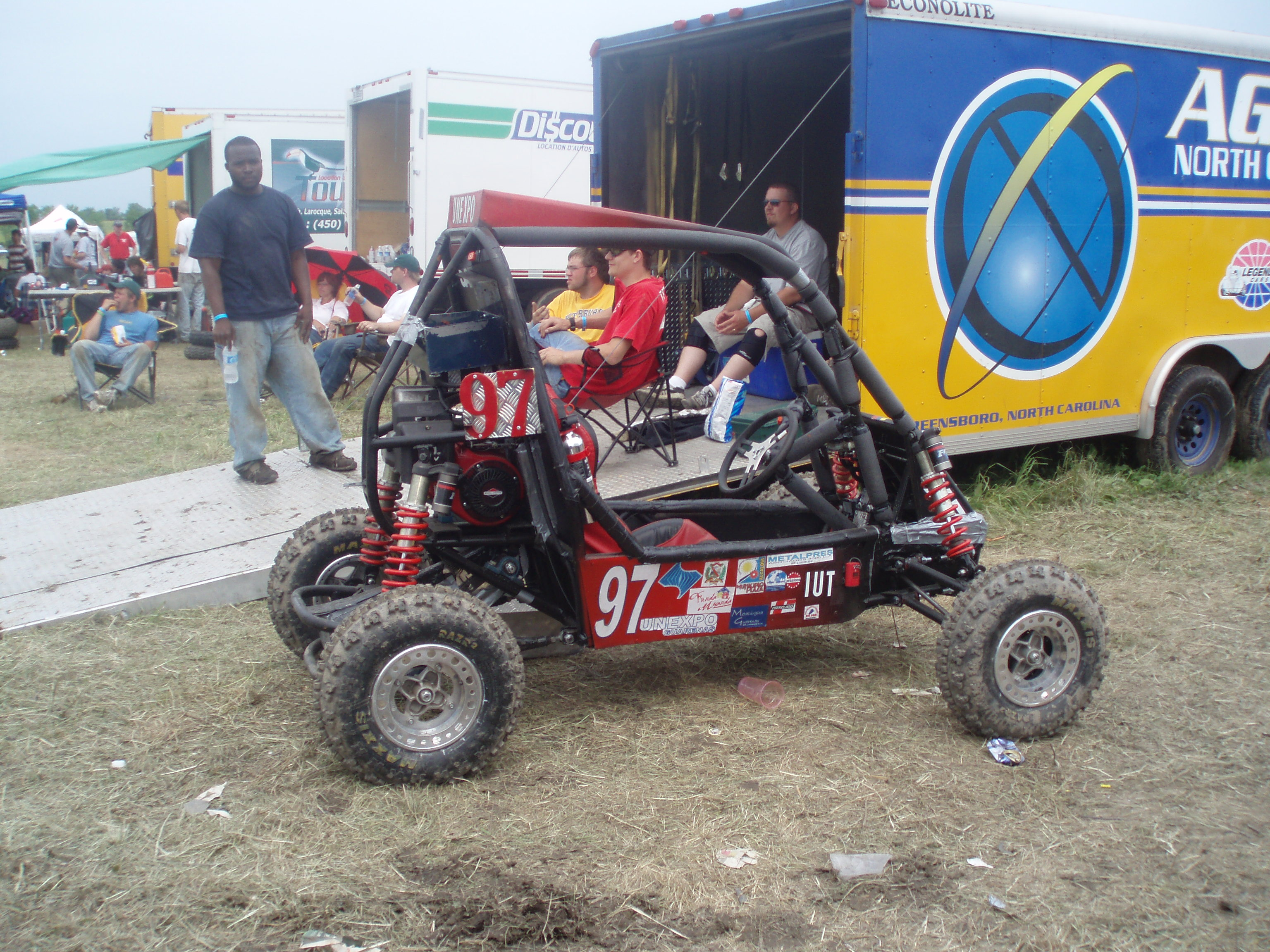
Vehículo BAJA-SAE 2008 - UNEXPO Guarenas

- SAE UNEXPO VRB - Barquisimeto
- F-SAE UNEXPO - Ciudad Guayana
- BAJA-SAE UNEXPO - Guarenas